# Thorold Dickinson
Thorold Dickinson (ur. 16 listopada 1903 w Bristolu, zm. 14 kwietnia 1984 w Oksfordzie) – brytyjski reżyser, scenarzysta, montażysta i producent filmowy, później również wykładowca akademicki i profesor filmoznawstwa. Ważna postać powojennej kinematografii brytyjskiej.
Urodził się w rodzinie pochodzenia norweskiego. Jego ojciec był w latach 1921–1927 arcybiskupem Bristolu. Młody Thorold studiował teologię, historię i romanistykę na Uniwersytecie Oksfordzkim.
Wyreżyserował takie filmy, jak m.in. Gasnący płomień (1940), Dama pikowa (1949), Tajemniczy ludzie (1952) i Wzgórze 24 nie odpowiada (1955). Po zakończeniu kariery filmowej poświęcił się pracy akademickiej w szkole artystycznej Slade School of Fine Art, działającej przy University College London. W 1960 założył wydział filmoznawstwa, a w 1967 uzyskał tytuł pierwszego w Wielkiej Brytanii profesora tego kierunku.
Zasiadał w jury konkursu głównego na 1. MFF w Moskwie (1959) i na 25. MFF w Wenecji (1964). Przewodniczył obradom jury na 17. MFF w Berlinie (1967).